# Tonight (I'm Lovin' You)
«Tonight (I'm Lovin' You)» —también conocida en su versión explícita como «Tonight (I'm Fuckin' You)» con su título estilizado como «Tonight (I'm F**kin' You)»— es una canción interpretada por el cantante español Enrique Iglesias, originalmente fue ofrecida a Britney Spears para su álbum Femme Fatale, pero sería descartada por su equipo más tarde, la canción quedó en el aire y el equipo de Iglesias decidió rescatarla, hay una versión demo de Spears sin filtrar. Fue producido por DJ Frank E junto a su socio Kevin Pederson (Kevi) que coprodujo la canción. Cuenta con la colaboración del rapero estadounidense Ludacris y DJ Frank E. Fue lanzado a la radio en Estados Unidos el 1 de noviembre de 2010 y lanzado digitalmente el 22 de noviembre de 2010. La versión explícita de la canción fue incluida en la edición limitada francesa de Euphoria. El remezcla oficial de la canción es con el rapero Pitbull. La versión limpia de esta canción se interpretó asimismo en el concierto Z100 Jingle Ball 2010 retransmitido el 16 de diciembre de 2010 por el canal digital por cable Fuse. El sencillo fue lanzado en el Reino Unido el 31 de enero de 2011.

## Recepción de la crítica
Mateo Wilkening de AOL Radio Blog dijo que la canción "apunta directamente a la pista de baile, ritmo bailable-club, junto con un teclado muy sintetizado insistente comprimiendo todo el lugar. [...] Enrique procesa la voz ligeramente con confianza, y dependiendo de la versión que usted oye, una buena dosis de malas palabras o como él exige un amor".

## Resultado en listas
En la semana del 4 de diciembre de 2010, la canción debutó en el número # 35 en el Billboard Top 40 Mainstream, y en el número # 19 en el Bubbling Under Hot 100. En la semana del 11 de diciembre de 2010, la canción debutó en el número 13 de las canciones digitales, con 97 000 descargas digitales en la primera semana en Estados Unidos, según Nielsen Soundscan.
También debutó en el número 18 en el Billboard Hot 100.
Poco después, logró llegar a la parte superior de la lista Billboard en el Top 10 y llegó al número 6 el 7 de enero de 2011. A partir de enero de 2011, el sencillo se vendió 1 000 000 de veces. La canción entró en las listas en el n.º 4 en Nueva Zelanda el 17 de enero. La canción alcanzó el número 1 en el Hot Dance Club Songs Chart, por lo que es su octava canción número uno en la tabla, superando a Michael Jackson y Prince.

## Vídeo musical
El video musical de la canción fue filmado a principios de diciembre de 2010. Fue filmado durante cuatro días en Los Cabos, México y Los Ángeles en el aparece el rapero Ludacris, y fue dirigida por BBGun (Alex Bergman, Maxim Bohichik) y Parra. Iglesias explica que es "un poco más cinematográfico, un poco más que una larga historia." Antes del estreno de video, dos fragmentos del mismo se ofrecieron como rompecabezas a través de su página web oficial. El video de la versión "limpia" se estrenó el 22 de diciembre de 2010. En Francia este trabajo fue censurado, de forma que solo se puede ver a partir de las 22.00 horas. La razón para esta prohibición estriba en las explícitas connotaciones sexuales, con bailarinas de estriptis y escenas de sexo en grupo.

## Lista de canciones
Descarga Digital - Versión Explícita
1. "Tonight (I'm Fuckin' You)" (Radio Edit) – 3:51

Descarga Digital - Versión Limpia
1. "Tonight (I'm Lovin' You)" (Radio Edit) – 3:51

Reino Unido Descarga digital
1. "Tonight (I'm Lovin' You)" (Versión del álbum) - 4:58

Sencillo en CD
1. "Tonight (I'm Lovin' You)" (Radio Edit) – 3:51
2. "Tonight (I'm Fuckin' You)" (Radio Edit) – 3:52

## Listas de posiciones
| Lista (2010)                                      | Posición máxima |
| ------------------------------------------------- | --------------- |
| Australia (ARIA)                                  | 2               |
| Austria (Ö3 Austria Top 40)                       | 43              |
| Bélgica (Valonia)                                 | 18              |
| Bélgica (Flandes)                                 | 7               |
| Canadá (Canadian Hot 100)                         | 3               |
| Dinamarca (IFPI)                                  | 4               |
| Finlandia (Mitä hittiä)                           | 9               |
| Irlanda (IRMA)                                    | 5               |
| Nueva Zelanda (RIANZ)                             | 2               |
| Noruega (VG-lista)                                | 4               |
| Eslovaquia (IFPI)                                 | 5               |
| Escocia (The Official Charts Company)             | 2               |
| España (PROMUSICAE)                               | 2               |
| Suecia (Sverigetopplistan)                        | 6               |
| R.U. Singles (The Official Charts Company)        | 5               |
| EE. UU. Billboard Hot 100                         | 4               |
| EE. UU. Mainstream Top 40 (Pop Songs) (Billboard) | 1               |
| EE.UU Hot Dance Club Songs (Billboard)            | 1               |
| EE.UU Billboard Radio Songs (Billboard)           | 1               |
| EE. UU. Billboard Digital Songs (Billboard)       | 3               |
| EE. UU. Latin Songs (Billboard)                   | 33              |
| EE. UU. Latin Pop Songs (Billboard)               | 19              |

## Sucesión en listas
| Predecesor: «You Haven't Seen the Last of Me» de Cher | Hot Dance Club Songs — Sencillo número uno 5 de febrero de 2011 — 11 de febrero de 2011 | Sucesor: «Who's That Chick?» de David Guetta con Rihanna |
| Predecesor: «Grenade» de Bruno Mars                   | Billboard Pop Songs — Sencillo número uno 12 de marzo de 2011 — 19 de marzo de 2011     | Sucesor: «Fuckin' Perfect» de Pink                       |
| Predecesor: «Grenade» de Bruno Mars                   | Billboard Radio Songs — Sencillo número uno 19 de marzo de 2011 — 26 de marzo de 2011   | Sucesor: «Born This Way» de Lady Gaga                    |